# Légykapóformák

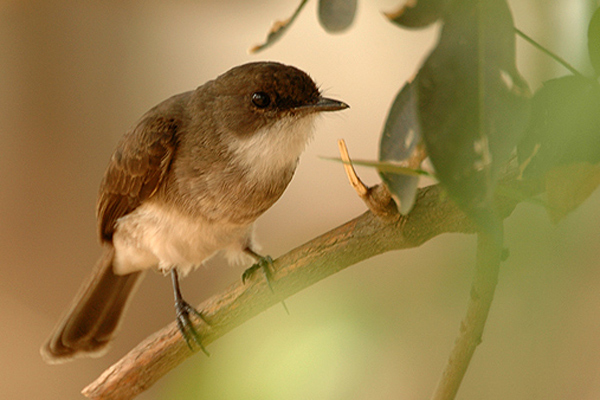
Muscicapa aquatica

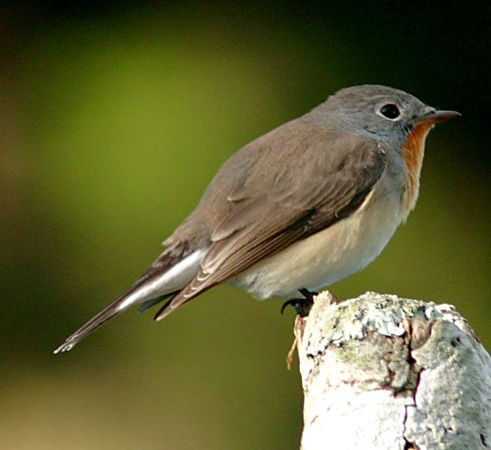
Kis légykapó (Ficedula parva)

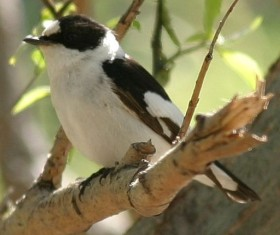
Örvös légykapó (Ficedula albicollis)

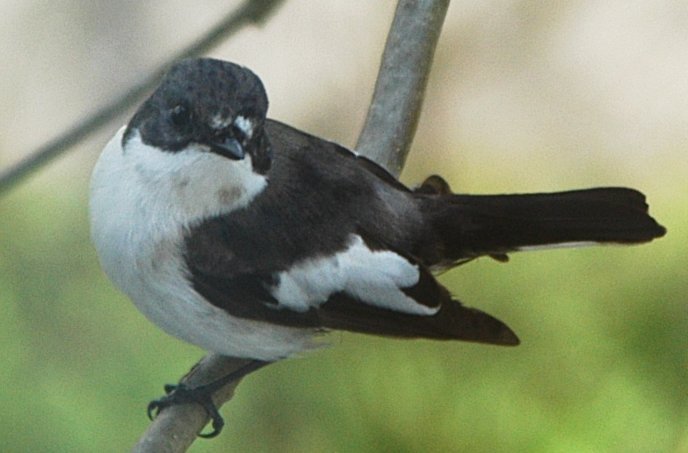
Kormos légykapó (Ficedula hypoleuca)

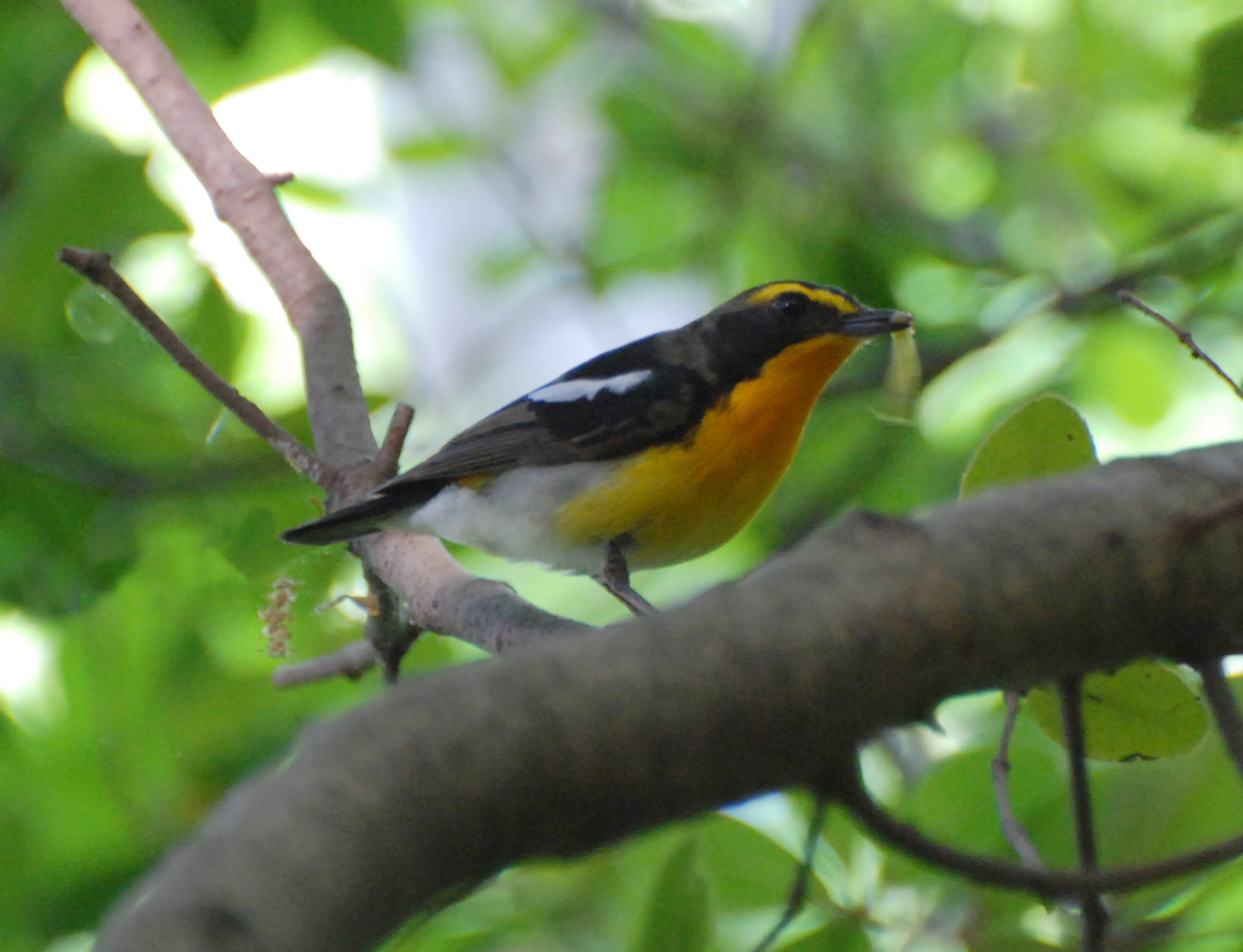
Ficedula narcissina

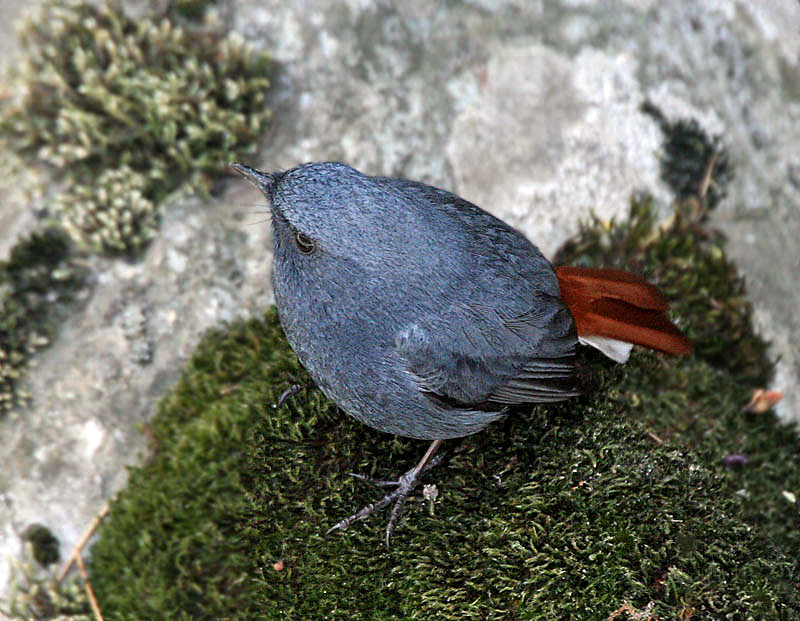
Tonkini vízirozsdafarkú (Rhyacornis fuliginosus)

A légykapóformák (Muscicapinae) a madarak osztályának verébalakúak (Passeriformes) rendjébe és a légykapófélék (Muscicapidae) családjába tartozó alcsalád.
Régebben csak ezeket a nemeket és fajokat sorolták a családba.

## Rendszerezés
Az alcsalád az alábbi 18 nem és 117 faj tartozik:
- Empidornis – 1 faj
- Bradornis – 2 vagy 8 faj
- Melaenornis – 4 vagy 10 faj
- Dioptrornis – 3 faj egyes rendszerekben a Melaenornis nemhez tartoznak
- Fraseria – 2 faj
- Sigelus – 1 faj
- Rhinomyias – 11 faj
- Muscicapa – 24 faj
- Myioparus – 2 faj

- Humblotia  (Milne-Edwards & Oustalet, 1885) – 1 faj
  - Humblotia flavirostris

- Ficedula  (Brisson, 1760) – 28 faj
  - Ficedula hyperythra
  - örvös légykapó (Ficedula albicollis)
  - félörvös légykapó (Ficedula semitorquata)
  - Ficedula zanthopygia
  - Ficedula narcissina
  - mugikami légykapó (Ficedula mugimaki)
  - Ficedula hodgsonii
  - fahéjtorkú légykapó (Ficedula strophiata)
  - kis légykapó (Ficedula parva)
  - Ficedula subrubra
  - Ficedula monileger
  - Ficedula solitaris
  - kormos légykapó (Ficedula hypoleuca)
  - Ficedula dumetoria
  - Ficedula rufigula
  - Ficedula buruensis
  - Ficedula basilanica
  - Ficedula henrici
  - Ficedula harterti
  - Ficedula platenae
  - Ficedula crypta
  - Ficedula bonthaina
  - Ficedula westermanni
  - Ficedula superciliaris
  - Ficedula tricolor
  - Ficedula sapphira
  - Ficedula nigrorufa
  - Ficedula timorensis

- Cyanoptila  (Blyth, 1847) – 1 faj
  - éjkék légykapó (Cyanoptila cyanomelana)

- Eumyias  (Cabanis, 1850) – 5 faj
  - Eumyias thalassina
  - Eumyias sordida
  - Eumyias panayensis
  - Eumyias albicaudata
  - Eumyias indigo

- Niltava  (Hodgson, 1837) – 6 faj 
  - Niltava grandis
  - Niltava macgrigoriae
  - Dávid-niltava (Niltava davidi)
  - Vöröshasú légykapó (Niltava sundara)
  - Niltava sumatrana
  - Niltava vivida

- Cyornis  (Blyth, 1843) – 19 faj
  - Cyornis sanfordi
  - Cyornis hoevelli
  - Cyornis hyacinthinus
  - Cyornis concretus
  - azúrkék légykapó (Cyornis ruckii)
  - Cyornis herioti
  - Cyornis hainanus
  - Cyornis pallipes
  - Cyornis poliogenys
  - Cyornis unicolor
  - Cyornis rubeculoides
  - Cyornis banyumas
  - Cyornis lemprieri
  - Cyornis superbus
  - Cyornis caerulatus
  - Cyornis turcosus
  - Cyornis tickelliae
  - Cyornis rufigaster
  - Cyornis omissus

- Muscicapella  (Bianchi, 1907) – 1 faj
  - Muscicapella hodgsoni

- Horizorhinus  (Oberholser, 1899 – 1 faj
  - Horizorhinus dohrni